# Cravo Norte
Cravo Norte là một khu tự quản thuộc tỉnh Arauca, Colombia. Thủ phủ của khu tự quản Cravo Norte đóng tại Cravo Norte Khu tự quản Cravo Norte có diện tích 5221 ki lô mét vuông. Đến thời điểm ngày 28 tháng 5 năm 2005, khu tự quản Cravo Norte có dân số 3759 người.